# Comutação da classe das imunoglobulinas

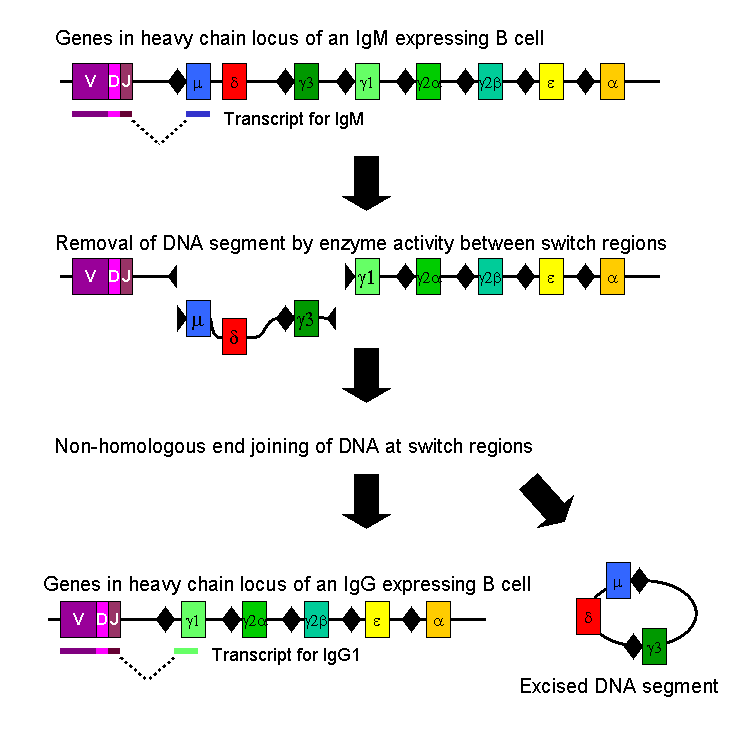
Mecanismo da recombinação de comutação dA classe que permite a mudança do isótipo para células B activadas.

A comutação da classe das imunoglobulinas, também chamada mudança do isótipo, comutação do isótipo ou recombinação da mudança de classe é um mecanismo biológico que altera os anticorpos que produz um linfócito B duma classe para a outra, por exemplo, dum isótipo IgM para um isótipo IgG. Durante este processo, a porção correspondente à região constante da cadeia pesada do anticorpo muda, mas a região variável da cadeia pesada (e da leve) permanecem igual, pelo que não altera a união aos epítopos dos antígenos, ou seja, não altera a especificidade para o antígeno. Portanto, o anticorpo retém a sua afinidade pelos mesmos antígenos, mas alteram algumas das suas propriedades, como a possibilidade de interação com diferentes moléculas efetoras.

## Mecanismo
A mudança de classe ocorre após a ativação das células B maduras através do seu anticorpo unido à membrana chamado receptor de células B, e nele geram-se diferentes tipos de anticorpos, todos eles com os mesmos domínios variáveis iguais aos do anticorpo original gerado na célula B madura durante o processo de recombinação V(D)J, mas com diferentes domínios constantes na cadeia pesada.
As células B virgens produzem IgM e IgD, que levam cadeias pesadas correspondentes aos primeiros dois segmentos da cadeia pesada no locus da imunoglobulina. Estas primeiras Ig permanecem incluídas na membrana como receptores. Depois de produzida a activação da célula pelo antígeno, estas células B começam a proliferar. Se estas células B activadas se encontrarem com moléculas específicas de sinalização nos seus receptores CD40 e nos receptores de citocinas (os dois modulados por células T auxiliares), sofrem uma mudança da classe do anticorpo e passam a produzir outras classes de anticorpos como IgG, IgA ou IgE, que são anticorpos segregados extracelularmente. Este fenômeno permite que diferentes células filhas descendentes da mesma célula B activada produzam anticorpos de diferentes isótipos ou subtipos, como IgG1, IgG2. etc.
A ordem dos exões do gene da cadeia pesada é a seguinte:
- μ - IgM
- δ - IgD
- γ3 - IgG3
- γ1 - IgG1
- pseudogene inactivo semelhante ao gene ε
- α1 - IgA1
- γ2 - IgG2
- γ4 - IgG4
- ε - IgE
- α2 - IgA2